# Trident
Pour les articles homonymes, voir Trident (homonymie).

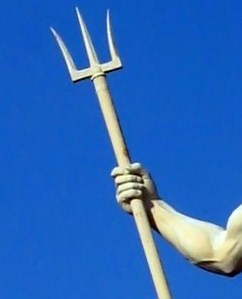
Trident d'une sculpture représentant Poséidon (détail)

Le trident est une arme d'hast de l'Antiquité gréco-romaine, à l'aspect d'une fourchette à trois dents, utilisée pour la pêche sous-marine. Il est, pour cette raison, l'attribut de Poséidon (Neptune).

## Usage dans l'Antiquité
Le rétiaire était un gladiateur équipé d’un filet et d’un trident. L'opposition du rétiaire contre un gladiateur appelé  mirmillon composait une mise en scène où l'humble pêcheur, équipé de son filet et de son trident, fait surgir un monstre marin figuré par le mirmillon. C'est l'instrument du martyre de plusieurs saints, et un de leurs attributs, comme Mammès de Césarée.

## Usage moderne

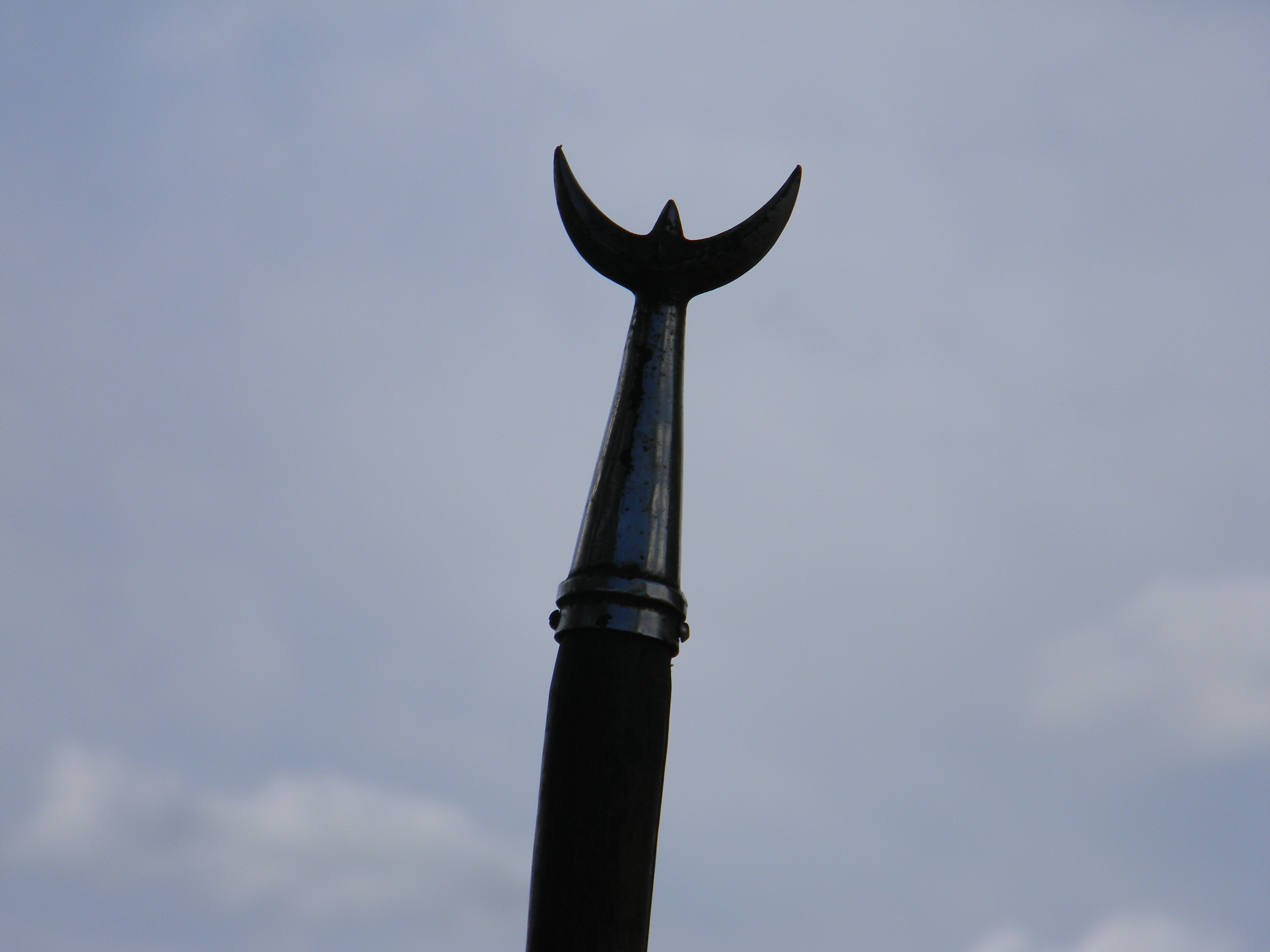
Un trident camarguais utilisé par les gardians.

- Le trident est de nos jours utilisé en pêche sous-marine, associé le plus souvent à une arbalète.
- Les gardians de Camargue utilisent traditionnellement un trident pour faire obéir les taureaux.
- Le missile Trident est un missile à tête nucléaire pouvant être lancé depuis les sous-marins balistiques lanceurs d'engins américains ou britanniques.

## Symbolique
C'est un objet symbolique associé aux légendes des eaux.
- Poséidon (dieu des Mers de la mythologie grecque) possède un trident, fabriqué par les Cyclopes et symbole de sa domination des mers, tout comme Britannia dans les allégories symbolisant la maîtrise britannique des mers.
- Le trident est aussi le symbole de l'Ukraine, et figure sur le drapeau de la Barbade.
- Le trident est également le logo de la marque automobile Maserati ainsi que du Club Méditerranée.
- C'est aussi un objet symbolique dans l'hindouisme. Le trident (trishula) y est un des attributs du dieu Shiva et concentre dans chacune des pointes la création, la permanence et la destruction.
- Le trident est associé aussi au diable, Lucifer, Satan, etc. On peut le voir représenté avec un costume rouge, des cornes et la queue en forme de trident.
- Le trident est une composante de l'insigne des SEAL, force spéciale de la marine de guerre des États-Unis (US Navy).
- En politique, il est utilisé comme symbole ou nom[1] par des mouvements nationalistes-révolutionnaires et solidaristes comme Jeune nation solidariste, puis le Mouvement nationaliste révolutionnaire et Troisième Voie animé par Jean-Gilles Malliarakis depuis les années 1980[réf. nécessaire]. On le retrouve dans les mêmes mouvances en Ukraine[2].

## Culture populaire
- Le roi Triton (dans La Petite Sirène de Walt Disney) a comme sceptre un trident magique.
- Dans Hunger Games de Suzanne Collins, Finnick Odair, gagnant des 65e Hunger Games et originaire du district 4, le district de l'industrie maritime, a comme arme favorite le Trident qu'il utilise très souvent et qui lui donna la victoire à ces Jeux[3].
- Le super-héros Aquaman de DC Comics, a pour arme et attribut un trident que portait l'ancien roi atlante jadis.

## Galerie

Les armoiries de l'Ukraine
Le drapeau de la Barbade